# Прабионе (Бреша)
Прабионе је насеље у Италији у округу Бреша, региону Ломбардија. 
Према процени из 2011. у насељу је живело 147 становника. Насеље се налази на надморској висини од 526 м.